# Stanislav Votroubek
Stanislav Votroubek (Ústí nad Labem, 8 de mayo de 1981) es un exjugador de baloncesto checo. Con 2,12 metros de altura, jugaba en la posición de pívot. Aunque desarrolló su carrera como jugador profesional principalmente en clubes de su país, también actuó en ligas de Italia y Eslovaquia. Representó a la República Checa a nivel internacional, tanto en torneos 3x3 como en torneos 5x5.

## Trayectoria

### Clubes
| Club                   | País            | Año         |
| ---------------------- | --------------- | ----------- |
| BK SČP Ústí nad Labem  | República Checa | 1999 - 2000 |
| Basket Livorno         | Italia          | 2000 - 2001 |
| CEZ Nymburk            | República Checa | 2002 - 2007 |
| BK Orli Prostějov      | República Checa | 2007 - 2008 |
| MBK SPU Nitra          | Eslovaquia      | 2008 - 2010 |
| BK Iskra Svit          | Eslovaquia      | 2010 - 2011 |
| USK Praha              | República Checa | 2011 - 2014 |
| Tuři Svitavy           | República Checa | 2014 - 2015 |
| SLUNETA Ústí nad Labem | República Checa | 2015 - 2018 |
| Basketbal Polabí       | República Checa | 2019 - 2021 |

## Selección nacional
Con la selección de baloncesto de República Checa, Votroubek disputó el torneo de clasificación al Eurobasket 2005 y el Eurobasket 2009. 
Participó de la Copa Mundial de Baloncesto 3x3 de 2012, donde su equipo terminó decimoquinto pero él obtuvo la medalla de oro en el torneo de triples.